# 上杉治憲

上杉神社に立つ銅像

上杉 治憲（うえすぎ はるのり、寛延4年7月20日〈1751年9月9日〉- 文政5年3月12日〈1822年5月3日〉）は、江戸時代中期の大名。出羽国米沢藩9代藩主。山内上杉家25代当主。諱は初め勝興、後に治憲（はるのり）であり、鷹山（ようざん）は藩主隠居後の号であるが、この名で知られる。「ウコギの生垣」など直江兼続の施策を手本とし、米沢藩政改革を行った江戸時代の名君として知られる。

## 生涯

### 誕生から襲封まで
寛延4年7月20日（1751年9月9日）、日向高鍋藩主秋月種美の次男として高鍋藩江戸藩邸で生まれる。幼名は松三郎。実母が早くに亡くなったことから一時、祖母の瑞耀院（豊姫）の手元に引き取られ養育された。瑞耀院は上杉綱憲の娘で秋月家の故地である秋月藩主黒田長貞の正室となっていた女性である。宝暦9年（1759年）、この時点でまだ男子のなかった上杉重定に、重定の叔母にあたる瑞耀院が「我が孫ながらなかなかに賢い」と幸姫の婿養子として縁組を勧めた。
宝暦10年（1760年）、米沢藩主上杉重定の養嗣子となって桜田の米沢藩邸に移り、直松に改名する。宝暦13年（1763年）より尾張国出身の折衷学者細井平洲を学問の師と仰ぎ、明和3年（1766年）に元服、勝興（かつおき、通称：直丸）と称す。また、世子附役は香坂帯刀と蓼沼平太が勤める。江戸幕府10代将軍徳川家治の偏諱を受け、治憲と改名する。明和4年（1767年）に家督を継ぐ。
上杉家は、18世紀中頃には借財が20万両（現代の通貨に換算して約150億から200億円）に累積する一方、石高が15万石（実高は約30万石）でありながら、会津120万石時代の家臣団6千人を召し放つことをほぼせず、家臣も上杉家へ仕えることを誇りとして離れず、このため他藩とは比較にならないほど人口に占める家臣の割合が高かった。そのため、人件費だけでも藩財政に深刻な負担を与えていた。深刻な財政難は江戸の町人にも知られており、「新品の金物の金気を抜くにはどうすればいい? 「上杉」と書いた紙を金物に貼れば良い。さすれば金気は上杉と書いた紙が勝手に吸い取ってくれる」といった洒落巷談が流行っていたほどである。
加えて農村の疲弊や、宝暦3年（1753年）の寛永寺普請による出費、宝暦5年（1755年）の洪水による被害が藩財政を直撃した。名家の誇りを重んずるゆえ、豪奢な生活を改められなかった前藩主・重定は、藩領を返上して領民救済は公儀に委ねようと本気で考えたほどであった。

### 米沢藩政改革
当時米沢藩では重定の側用人森平右衛門による専制体制が敷かれ、江戸の商人からの大名貸が打ち切られるなど問題をきたしていた。そのため、家老竹俣当綱は森を謀殺し、産業振興に重きを置いた明和・安永改革を行う。新藩主に就任した治憲は、この竹俣当綱や財政に明るい莅戸善政（中老、のち家老）を重用し、先代任命の家老らと厳しく対立した。また、それまでの藩主では1500両であった江戸仕切料（江戸での生活費）を209両余りに減額し、奥女中を50人から9人に減らすなどの倹約を行った。ところが、そのため幕臣への運動費が捻出できず、その結果明和6年（1769年）に江戸城西丸の普請手伝いを命じられ、多額の出費が生じて再生は遅れた。
天明年間には天明の大飢饉で東北地方を中心に餓死者が多発していたが、治憲は非常食の普及や藩士・農民へ倹約の奨励など対策に努め、自らも粥を食して倹約を行った。また、曾祖父綱憲（4代藩主）が創設し、後に閉鎖された学問所を藩校・興譲館（山形県立米沢興譲館高等学校のルーツ）として細井平洲・神保綱忠によって再興させ、藩士・農民など身分を問わず学問を学ばせた。
安永2年6月27日（1773年8月15日）、改革に反対する藩の重役が、改革中止と改革推進の竹俣当綱派の罷免を強訴し、七家騒動が勃発したが、これを退けた。
これらの施策と裁決で破綻寸前の藩財政は立ち直り、次々代の斉定時代に借債を完済した。
天明5年（1785年）、専横が目立った竹俣を罷免し、同時に家督を前藩主重定の実子（治憲が養子となった後に生まれた）で治憲が養子としていた治広に譲って隠居した。この後、逝去まで後継藩主を後見し、隠居すると初めは重定隠居所の偕楽館に、後に米沢城三の丸に建設された餐霞館が完成するとそちらに移る。この後の藩政改革は家老莅戸善政を中心に財政支出半減と産業振興をはかった寛政の改革（寛三の改革）と呼ばれる。
享和2年（1802年）、剃髪し、鷹山と号す。この号は米沢藩領北部にあった白鷹山（しらたかやま：現在の白鷹町にある）からとったと言われる。莅戸善政が没すると、その子莅戸政以が家督を継ぎ、享和・文化改革と呼ばれる改革を行った。

### 死去
文政5年3月12日（1822年5月3日）の早朝に、疲労と老衰のために睡眠中に死去した。享年72（満70歳没）。法名は元徳院殿聖翁文心大居士、墓所は米沢市御廟の上杉家廟所。初め、上杉神社に藩祖謙信と共に祭神として祀られたが、明治35年（1902年）に設けられた摂社松岬神社に遷され、現在に至る。なお、一部資料では、死亡年月日を文政5年3月11日（1822年4月2日）とするものもある。

### 改革について
米沢藩では宝暦の飢饉において、多数の領民が餓死、あるいは逃亡し、宝暦3年（1753年）からの7年間に9699人の人口減少を経験している。鷹山の治世において起きた天明の大飢饉においては、天明3年からの7年間に4695人の人口減少に食い止めており、鷹山の改革は実効を上げていたことがわかる。ただし、改革のお陰で飢饉の時も餓死者が藩内から出なかったという評判は、明らかに誇張である。
鷹山の推奨したウコギの垣根は、もともと直江兼続が行わせていたのを鷹山が復活させたもので、現在でも利用されている。若葉は苦味があるが高温の湯や油で調理して食べられる。根の皮は五加皮という滋養強壮剤になる。
日本で最も古く公娼制度の廃止にも取り組んだ。これは鷹山の愛の治世の方針に基づき、寛政7年（1795年）公娼廃止の法令を出した。公娼を廃止すれば欲情のはけ口がなくなり、もっと凶悪な方法で社会の純潔が脅かされるという反論もあったが、鷹山は「欲情が公娼によって鎮められるならば、公娼はいくらあっても足りない。」とし、廃止しても何の不都合も生じなかったという。

### 官歴
- 明和3年（1766年）7月18日 - 従四位下に叙せられ弾正大弼に任官。
- 明和4年（1767年）4月24日 - 家督相続。同年12月16日侍従を兼任する。
- 天明5年（1785年）2月7日 - 隠居。同年同月11日越前守に遷任。侍従兼任は元のまま。
- 明治41年（1908年）9月7日 - 贈従三位[1]

## 人物・逸話

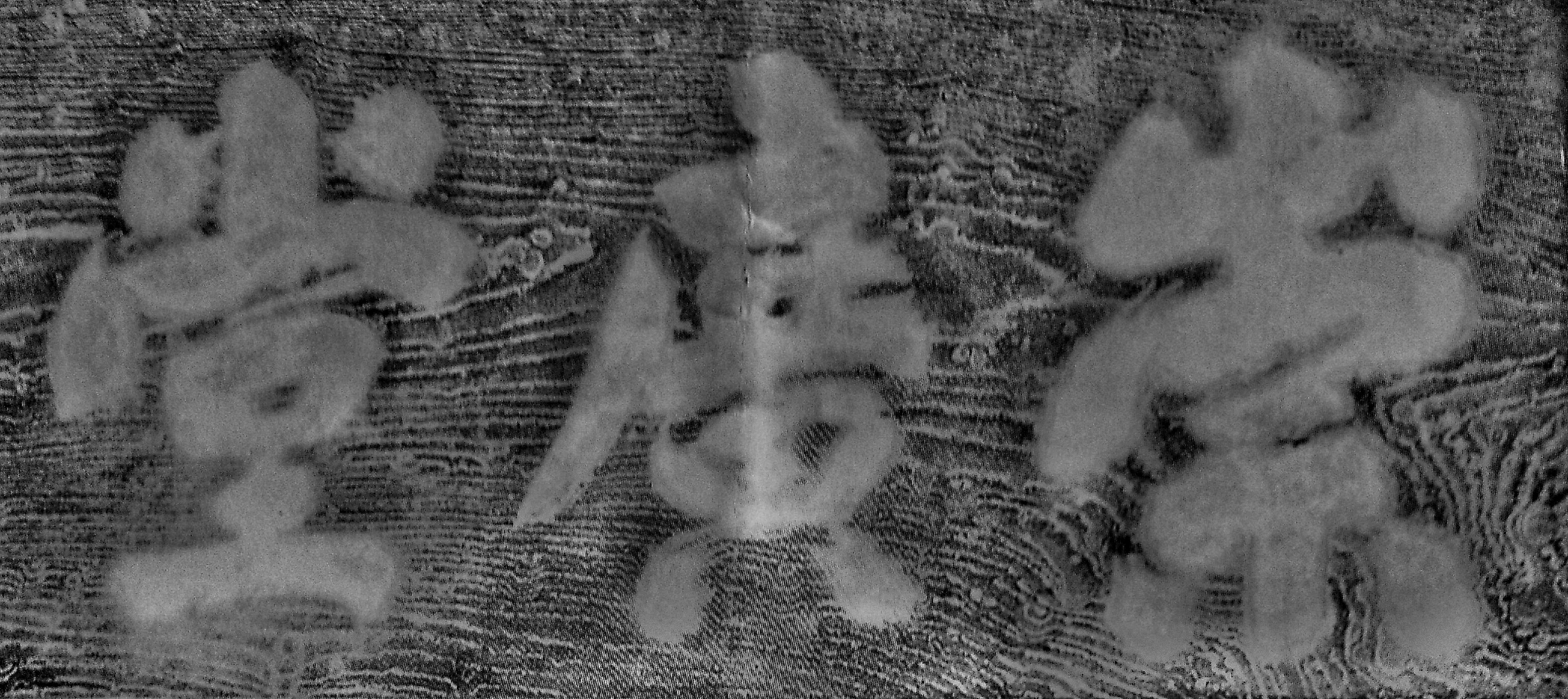
鷹山による崇広堂の扁額

- 元来頑丈で大病でも病床についたことはなかったようである[9]。
- 着衣は木綿、食事は一汁一菜を基本とし、木綿の使用は羽織や袴だけでなく、下着にいたるまで着衣の全てに使用していた。食事の内容は朝食に粥を2膳ほどと香の物（漬物）、昼食や夜食に千魚などの肴類を添えて、うどんやそばを食べていた。酒は飲まず、冬になると甘酒を一椀ずつ飲んでいた。結果的に倹約ができて健康にも良い粗衣粗食であった[10]。
- 上杉家へ養子入りする際、高鍋藩老臣で鷹山の傅役であった三好善太夫重道より訓言を記した一書を手渡されているが、鷹山は生涯これを机の近辺より離さず、また鷹山の業績はこれに基づいているとされる[11]。この書は現在、米沢市の上杉神社に保管されている[11]。
- 米沢の名産である笹野一刀彫の「御鷹ぽっぽ」は鷹山の象徴という。
- 煙草を愛好していた。また、酒はあまり飲まなかったが、薬用酒はときどき飲んだという。
- 一時期鳥の飼育を趣味にし珍しい鳥を何匹も飼っていたが、倹約令を出すにあたり、きっぱりとやめ飼っていた鳥を全て野に放っている。また、隠居後煎茶に凝り最上の味を求めてかなり上達したが、他人に入れてもらったお茶を不味く感じるようになったのを申しわけなく思いやめたと言われる。
- 有名な「なせば成る なさねば成らぬ 何事も 成らぬは人の なさぬなりけり[12]」（『上杉家文書』国宝の抜粋・上杉鷹山書状。弗爲胡成（為さずんばなんぞ成らん、『書経』太甲下篇）に由来）の歌は「伝国の辞」と共に次期藩主に伝えられた。武田信玄（1521-1573）が残したとされるものの中にも似た文言がある。「為せば成る、為さねば成らぬ成る業を、成らぬと捨つる人のはかなき」こちらは少しニュアンスが違い、努力せずにあきらめる人の気持ちを戒めている[13]。また、平田篤胤の歌にも「なせば成るなさねば成らず成る業（わざ）を成らずと棄（す）つる人のはかなさ」がある[14]。
- 伊勢津藩主・藤堂高兌は藩政改革の一環として、津に藩校有造館を、伊賀上野に支校崇廣堂を設立した。これに当たって、当時既に名君の誉れ高かった治憲の徳を慕って、崇廣堂の扁額の揮毫を依頼した。扁額裏には治憲の署名と文政4年（1821年）とある[15]。
- 鷹山は幼いころに高鍋藩から上杉家の養子になったが、高鍋藩秋月家の家老、三好善太郎重道が幼い鷹山に送った手紙が残されており、そこには、米沢藩を立て直すには直江兼続に学べと書かれている[16]。直江兼続の200回忌法要に香華料を捧げたといい、鷹山の施政の多くは兼続の事業を模範にしたものとされる[3]。
- 江戸時代の大名は隠居後にはほとんどが江戸屋敷で暮らしたが、上杉家では隠居生活を米沢で送るのが慣例であった。なお、幕府は諸大名が隠居後に領国に定住するのは好まないというのが建前であったが、上杉家では常々、脚痛治療のための長期間の湯治の名目で幕府老中に届出を出していた（幕閣もわかった上で許可を出している）。
- 藩主の称号は謙信以来の御屋形様であり、隠居した先代は大殿様であった。治憲は早くに隠居したため先代の重定が健在であり、中殿様と呼ばれている。
- 天明7年（1787年）8月に実父の秋月種美の危篤の報を受け江戸へ出立し、長者丸（品川区上大崎）の高鍋藩邸へ日参して30日間かかさず看病を続け、臨終を看取った。その直後、江戸で服喪中に今度は養父の重定が重病との報があり、実父の四十九日法要後すぐさま米沢に帰国した。翌年2月までの80日間看病を続けて快癒させたが、一時危篤状態に陥った時には数日間徹夜で看病したという。
- 米沢藩を建て直した際の根本方針の精神となった自助・共助・扶助の三助を唱えたとされる[17][18][19]。

### 伝国の辞
伝国の辞（でんこくのじ）は、鷹山が次期藩主・治広に家督を譲る際に申し渡した、3条からなる藩主としての心得である。
以下が意訳である。
伝国の辞は、上杉家の明治の版籍奉還に至るまで、代々の家督相続時に相続者に家訓として伝承された。

### 老婆の手紙
安永6年12月6日（1778年1月4日）、米沢西郊の遠山村（米沢市遠山町）のヒデヨという老婆が、嫁ぎ先の娘に宛てて書いた手紙が残っている。

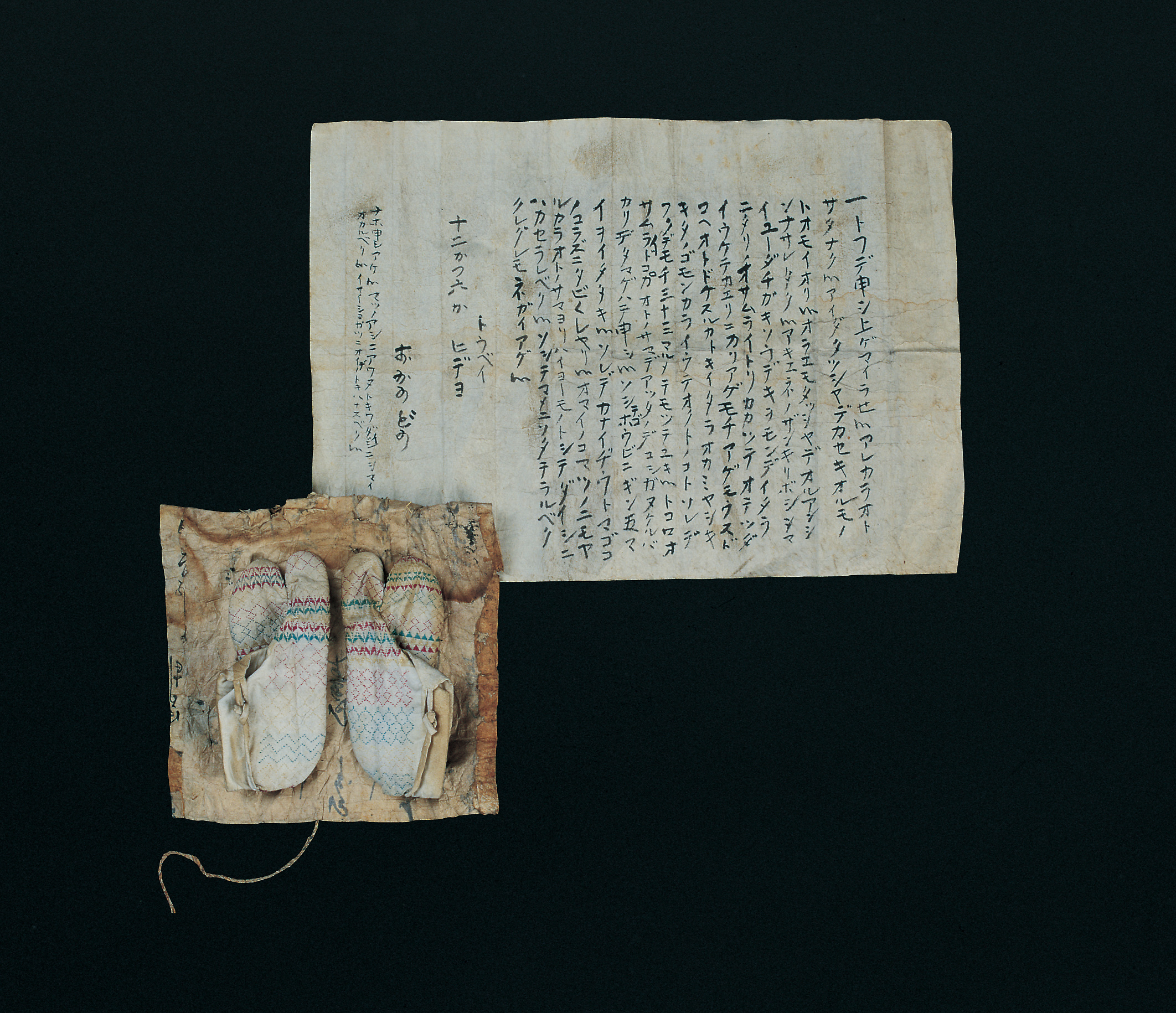
老婆の手紙と足袋（米沢市宮坂考古館所蔵）

ある日、干した稲束の取り入れ作業中に夕立が降りそうで、手が足りず困っていたが、通りかかった武士2人が手伝ってくれた。取り入れの手伝いには、お礼として刈り上げ餅（新米でついた餅）を配るのが慣例であった。そこで、餅を持ってお礼に伺いたいと武士たちに言ったところ、殿様お屋敷（米沢城）の北門に（門番に話を通しておくから）と言うのである。お礼の福田餅（丸鏡餅ときな粉餅の両説あり）を33個持って伺ってみると、通された先にいたのは藩主（治憲）であった。
お侍どころかお殿様であったので、腰が抜けるばかりにたまげ果てた上に、（その勤勉さを褒められ）褒美に銀5枚まで授けられた。その御恩を忘れず記念とするために、家族や孫たちに特製の足袋を贈ることにしたのである。なお、「トウベイ」とは屋号と推定されている。
講談『水戸黄門漫遊記』のように、お忍びの殿様が庶民を手助けする話（架空）はよく語られるが、こうした実例が示されることは他にないであろう。
遠山村では安永元年（1772年）より、治憲が籍田の礼を行っていた。これは古代中国の周代に君主が行った、自ら田畑を耕すことで領土領民に農業振興を教え諭し、収穫を祖先に捧げて加護を祈る儀礼で、儒学の教えに則ったものである。4反の籍田で収穫された米は、謙信公御堂と白子神社、城内春日神社に奉納され、残りは下級武士に配給された。これは歴代藩主に受け継がれた。
この手紙の逸話については、莅戸善政の記録に、該当すると思われる記述がある。
手紙は現在、米沢市宮坂考古館にて所蔵、展示されている。ほぼ片仮名で書かれ、現代人にも容易に読むことができる。当時の識字率、書法の一例としても興味深い。

### 鷹山の名声・評価
鷹山による米沢藩の藩政は在命中から日本全国のおおよそ280藩の中でも模範として幕府から称揚されていた、と小説家の綱淵謙錠は述べている。特に寛政の改革の主導者であった老中松平定信からは高く評価され、白河藩主時代の定信から鷹山の徳政を称える手紙を受け取っている。定信は後に鷹山の訃報を告げられたさい、「三百諸侯第一の賢君が亡くなられた」と言ってその死を悼んだ。
明治以降、鷹山は修身の教科書で数多く取り上げられた。また、内村鑑三が海外向けの日本人論として英語で著した『代表的日本人』でも、鷹山の生涯が紹介された。
米沢藩中興の祖である鷹山は、現在の米沢市民にも尊敬されている。その例として、他の歴代藩主は敬称なしで呼ばれることがあっても、上杉鷹山だけは「鷹山公」と「公」という敬称を付けて呼ばれることが多い。2007年に『讀賣新聞』が日本の自治体首長に対して行ったアンケートでも、理想のリーダーとして上杉鷹山が1位に挙げられている。
第35代アメリカ合衆国大統領にジョン・F・ケネディが1961年に就任した際に、日本の記者団に「日本でいちばん尊敬する人物」を聞かれたときすぐに鷹山の名前を挙げたという逸話がある。1975年に綱淵謙錠と歴史家の奈良本辰也を迎えて放送されたNHKの歴史番組『日本史探訪』では、ケネディは内村鑑三著の『代表的日本人』により鷹山を知り、政治家の理想像を見たとしている。ただし、この逸話の真偽は不明である。米沢史研究家の小野榮は、鷹山を尊敬していると述べたのは、ケネディではなく、第26代大統領セオドア・ルーズベルトであり、彼が鷹山を知ったのは、新渡戸稲造が英文で出版した『武士道』を読んだからだと述べている。なお、ケネディの長女で駐日アメリカ合衆国大使をつとめていたキャロライン・ケネディは、山形県や米沢市の要請に応じて2014年9月に米沢市を訪れ、「父は『一人でも世の中を変えることができる』とよく話をしていた。しかし鷹山公ほど端的に言い表した人はいない。『なせばなる』。」と、父親のケネディが鷹山を称賛していたとのスピーチをした。
2014年5月、山形県の白鷹山（994メートル）の山頂に2基の石碑が建立された。1基は鷹山が藩主としての心得を示した「伝国の辞」。もう1基には英語で「国家があなたに何をしてくれるかではなく、あなたが国家に何ができるかを問おうではないか　大統領ジョンF・ケネディ　上杉鷹山の称賛者」と刻まれている。

## 系譜

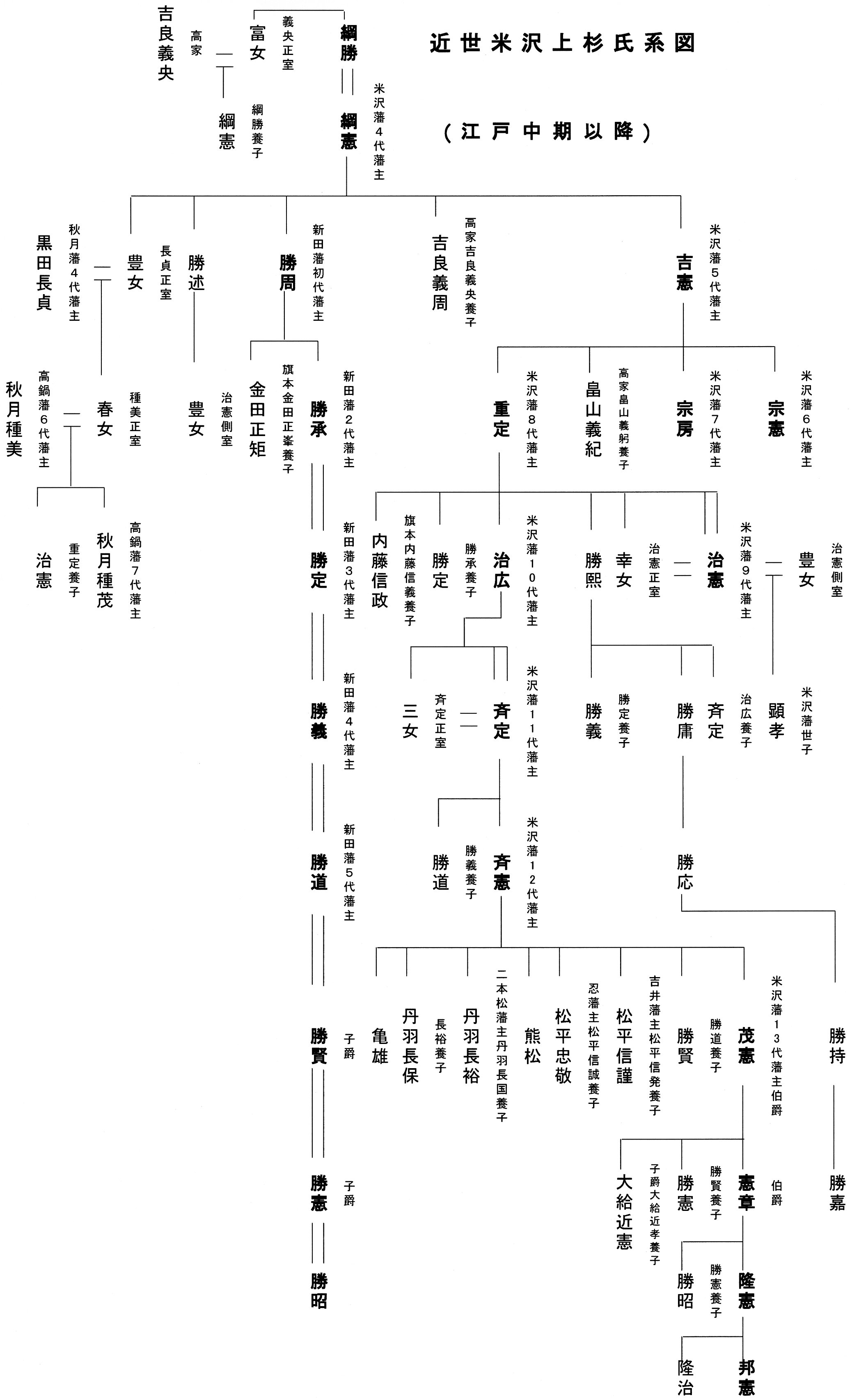
江戸時代中期から昭和までの上杉氏系図。

- 父：秋月種美
- 母：春姫 - 黒田長貞の娘
- 養父：上杉重定
- 正室：幸姫 - 上杉重定の次女
- 側室：お豊の方 - 上杉勝延の三女
  - 長男：上杉顕孝 - 早世
  - 次男：寛之助 - 早世
- 養子
  - 男子：上杉治広 - 上杉重定の次男

### 家系
日向国高鍋藩6代藩主秋月種美の次男で、母は筑前国秋月藩4代藩主黒田長貞の娘・春姫。母方の祖母の豊姫が米沢藩4代藩主上杉綱憲の娘である。このことが縁で、10歳で米沢藩8代藩主重定（綱憲の長男・吉憲の四男で、春姫の従兄弟にあたる）の養子となる。
兄弟のうち、兄・秋月種茂は高鍋藩主を継いだ。弟のうちで他に大名となった者に人吉藩主相良晃長がおり、治憲と同様に幼くして相良家に養子に入ったものの、早世した。種茂の子である黒田長舒は、春姫の実家である秋月藩黒田家が断絶の危機となった際に末期養子として祖母の実家である同家を継いでいる。
正室は重定の娘・幸姫（又従妹にあたる）。側室のお豊の方（綱憲の六男・勝延の娘で、重定や春姫の従妹にあたる）との間に長男・顕孝（第10代藩主治広の世子）と次男・寛之助（満1歳半（数え2歳）で夭折）の2人の子がいる。
上杉家において女系の血統に基づく相続は（より近縁であるが）先例があり、綱憲は3代藩主綱勝の妹・富子の子（父は高家・吉良義央）であったし、藩祖景勝からして先代謙信の姉・仙桃院の子であった。
ただし、重定は治憲を養子に迎えた年から10年余りの間（その間に家督を治憲に譲って隠居した）に勝熙、勝意、勝定、定興の4人の男子（治憲の又従弟にあたる）を儲けており、次男の勝意（治広）が治憲の跡を継いで10代藩主となった。また、重定の男子が生まれる以前にも上杉家に男子がいなかったわけではなく、綱憲の四男・勝周に始まる支藩（支侯）米沢新田藩の分家（麻布上杉家）もあり、勝周の息子（重定の従弟にあたる）の勝承（2代藩主）や勝職（旗本金田正矩となる）がいた。勝承は重定の養子の候補にもなっていた。

### 妻子
- 正室の幸姫（よしひめ）は重定の次女（同母の姉妹は夭折）で、治憲の2歳年下であったが、脳障害、発育障害があったといわれている。彼女は1769年（明和6年）に治憲と婚礼を挙げ、1782年（天明2年）に30歳で死去するという短い生涯であった。治憲は江戸藩邸に側室を置かなかったうえ、幸姫を邪険にすることなく、女中たちに同情されながらも晩年まで雛遊びや玩具遊びの相手をし、ある意味2人は仲睦まじく暮らした。重定は娘の遺品を手にして初めてその状態を知り、不憫な娘への治憲の心遣いに涙したという（現代の観点からは奇妙に感じるが、家督を譲ってからは米沢に隠居し、江戸藩邸の娘とは幼少時から顔を会わせていないのである）。
- 後継者が絶えることを恐れた重役たちの勧めで、1770年（明和7年）に治憲より10歳年上で上杉家分家の姫であるお豊の方（初め、お琴の方と称す）を側室に迎えた。お豊の方は歌道をたしなむなど教養が高く、治憲の改革を支えた賢婦として地元米沢に伝えられている。しかし、お豊の方との子である長男・顕孝と次男・寛之助は2人よりも早く死去し、お豊の方以外に側室を迎えることもなかったため、治憲の血筋は結局残らなかった。
- 養子として当主になった者が養父の実子に家督を譲るのは順養子と呼ばれ、江戸時代ではさして珍しいことではない。しかし、治憲があえて35歳で隠居し、家督を治広に譲ったのは、重定が存命中に家督を継がせることで重定を安心させたいという鷹山の心遣いだったとされる。なお、治広には同母兄の上杉勝熙がいたが、それを差し置いての後継指名であった。

## 年譜
- 宝暦元年（1751年）、高鍋藩江戸藩邸にて、秋月種美と春姫（黒田長貞の娘）の次男として誕生。幼名は直松。
- 宝暦9年（1759年）、米沢藩主上杉重定との養子内約。
- 宝暦10年（1760年）、重定の世子となり、直丸に改名。8月、上杉家桜田藩邸へ移る。
- 明和元年（1764年）、細井平洲が師となる。将軍徳川家治に上杉家世子として御目見。重定、幕府への領土返上を舅の尾張藩主徳川宗勝[注釈 8]に相談し、強く諌められる。
- 明和2年（1765年）、竹俣当綱、奉行となる。
- 明和3年（1766年）、元服、勝興と名乗る。従四位下弾正大弼に叙任さる。将軍より偏諱を与えられ治憲と改名。
- 明和4年（1767年）、重定隠居。治憲が米沢藩主となる。
- 明和6年（1769年）、莅戸善政、米沢町奉行となり藩政にかかわる。幸姫と婚礼をあげる。10月、初めて米沢に入る。
- 明和7年（1770年）、上杉勝延の末娘お琴（お豊と改名）を側室とする。
- 安永元年（1772年）、藩財政改革で『会計一円帳』作成開始。米沢の遠山村にて籍田の礼を始める。
- 安永2年（1773年）、七家騒動。
- 安永5年（1776年）、学館を再興し、来訪した細井平洲により「興譲館」と命名さる。
- 安永6年（1777年）、義倉を設立。
- 安永7年（1778年）、重定のために能役者金剛三郎を米沢に招く。以後、金剛流が米沢に広まる。
- 天明2年（1782年）、幸姫病没。義弟（重定実子）で世子の勝憲が元服、中務大輔に叙任され、将軍より偏諱を与えられ治広と改名。治憲実子の直丸を治広世子とし、顕孝と改名。竹俣当綱失脚。天明の大飢饉（ - 1786年）、それまでの改革が挫折する。
- 天明3年（1783年）、改革挫折で莅戸善政辞任、隠居。大凶作で11万石の被害。
- 天明4年（1784年）、長雨続く。治憲、謙信公御堂にこもり断食して祈願す。20年計画での籾5000俵、麦2500俵の備蓄計画開始。
- 天明5年（1785年）、治憲隠居。治広が家督を継ぎ、ここで「伝国の辞」を贈る。顕孝傅役に世子心得を与える（「なせばなる」）。
- 寛政3年（1791年）、莅戸善政、再勤を命じられ改革が再度始まる（寛三の改革）。
- 寛政6年（1794年）、実子の顕孝が疱瘡で病没。代わりに宮松（斉定）が治広の世子となる。治憲は宮松と共に寝起きして、自ら教育に当たる。
- 寛政7年（1795年）、北条郷新堰（黒井堰）完成。公娼廃止の法令を出す。
- 寛政8年（1796年）、細井平洲、三度米沢に来訪。治憲は関根普門院に師を出迎える。
- 享和2年（1802年）、総髪となって鷹山と号す。『かてもの』刊行。
- 文化5年（1808年）、治広世子の定祥が元服、式部大輔に任官し、将軍徳川家斉より偏諱を与えられ斉定と改名。
- 文化9年（1812年）、治広が中風で隠居。斉定が家督を継ぎ、従四位下弾正大弼に叙任さる。
- 文政4年（1821年）、お豊の方死去。
- 文政5年（1822年）、逝去。
- 文政6年（1823年）、米沢藩の借財、完済さる。斉定、藩士一同とともに謙信公御堂にこれを報告。